# Gaddesanna

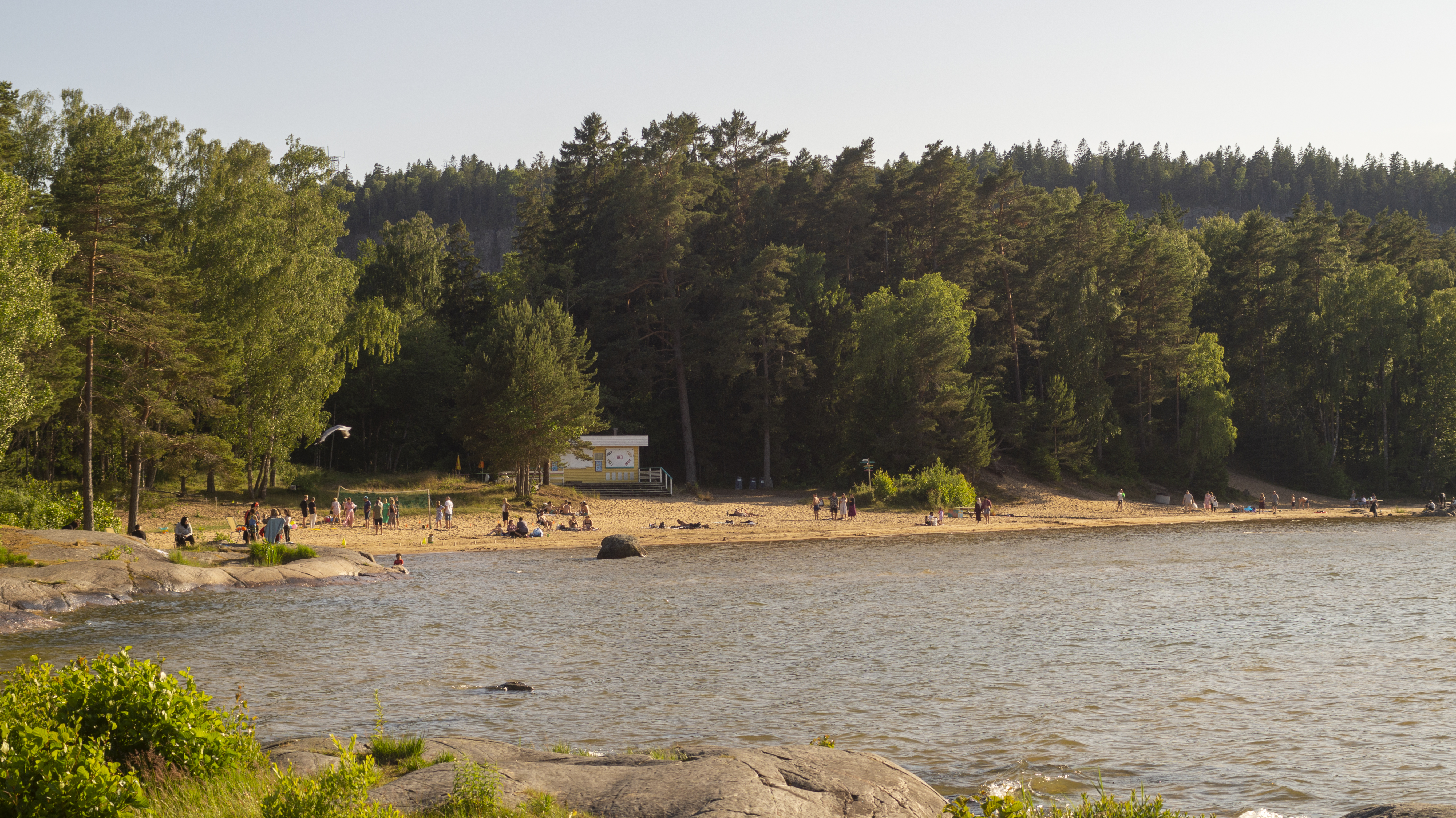
Gaddesanna

Gaddesanna är en badplats i Vänersborgs kommun där Vänersnäs möter Halleberg. Gaddesanna är en långgrund sandstrand, och är mycket välbesökt sommartid.
Då namnet låter lite slangaktigt finns det flera olika namn i bruk, till exempel Gaddesanda och Gardesanda. Det officiella namnet är dock Gaddesanna. Vänersborgs kommun använder dock mest stavningen "Gaddesanda" på sin webbplats, även om andra stavningar förekommer. I folkmun kallas badet ofta för "Gardesanna" eller "Gardis".

## Etymologi
Det finns flera olika förklaringar till namnet. En förklaring utgår från att Magnus de la Gardie skulle ha ägt området, men det är troligen en förklaringssägen, ett försök att försköna verkligheten. En annan förklaring som stöds av Dialekt-, ortnamn- och folkminnesarkivet i Uppsala är att en knekt som hette Gadd bott i det torp som fortfarande heter Gaddetorp. Enligt ortnamnsexperten Bengt Lindström fanns emellertid namnet Gaddetorp redan på 1600-talet och tillhörde då Frugården som ägdes av släkten Bielke. Troligare, säger han, är att förleden Gadd betyder "utskjutande bergklack" och den senare leden Sanna eller Sanda betyder sanddyner eller sandängar. Därför menar Bengt Lindström, bör Gaddesanna tolkas som "den från Halleberg utskjutande bergklacken med sandängar".